# Савойський військовий орден
Військовий орден Італії (італ. Ordine militare d'Italia) — вищий військовий орден Італії.

## Історія ордена
У 1815 році був заснований Савойський військовий орден (італ. Ordine militare di Savoia).
З 2 січня 1947 року — Військовий орден Італії.
Кавалери Савойського ордена вважаються кавалерами Військового ордена Італії.
Глава ордена — президент Італії, канцлером і скарбником ордена є міністр оборони Італії.

## Ступені ордена

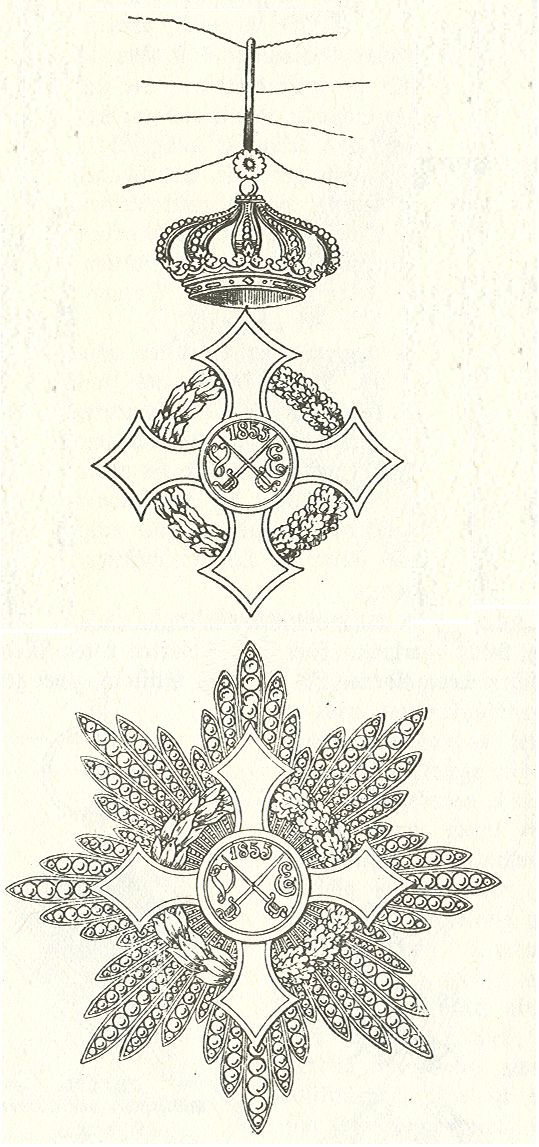
Знаки Великого офіцера Савойського військового ордена

З 14 серпня 1815 по 2 січня 1947
- Кавалер Великого хреста Савойського військового ордена (італ. cavaliere di Gran Croce)
- Великий офіцер Савойського військового ордена (італ. grande ufficiale)
- Командор Савойського військового ордена (італ. commendatore)
- Офіцер Савойського військового ордена (італ. ufficiale)
- Кавалер Савойського військового ордена (італ. cavaliere)

З 2 січня 1947
- Кавалер Великого хреста Військового ордена Італії
- Великий офіцер Військового ордена Італії
- Командор Військового ордена Італії
- Офіцер Військового ордена Італії
- Кавалер Військового ордена Італії

## Кавалер Великого хреста

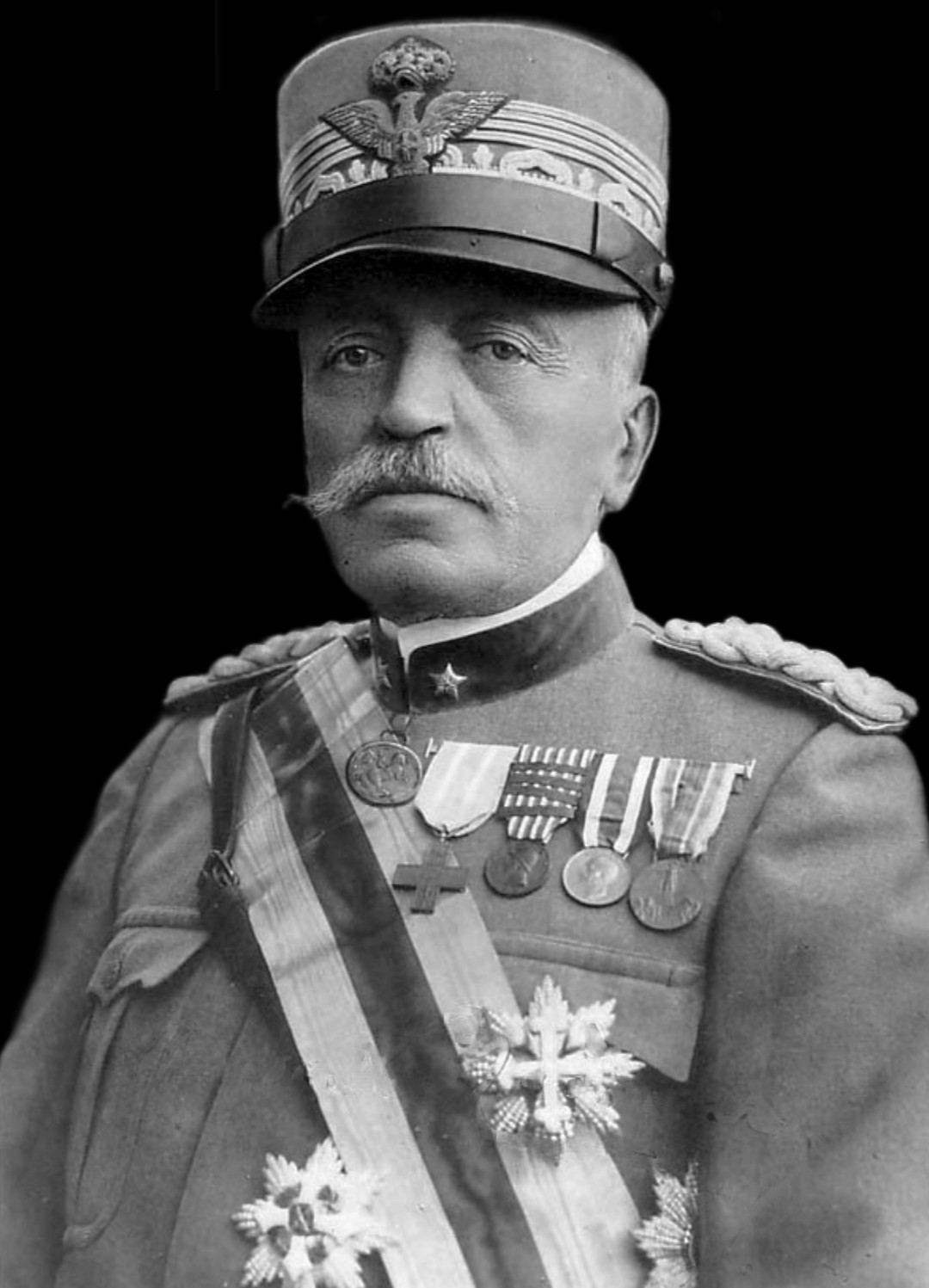
Луїджі Кадорна — кавалер Великого хреста. XX століття

Вищий ступінь ордена, призначений для нагородження генералів армії і їм рівних, які проявили особливі заслуги перед нацією при проведенні військових операцій.
Орден складається зі знака на плечовій стрічці, і зірки.

## Великий офіцер
Ступінь призначений для нагородження генералів і адміралів, за особливі військові заслуги.
Орден складається зі знака на шийній стрічці, і зірки, аналогічної зірці 1 класу, але меншого розміру.

## Командор
Ступінь призначений для нагородження генералів і адміралів.
Складається тільки зі знака, що носять на шийній стрічці.

## Офіцер

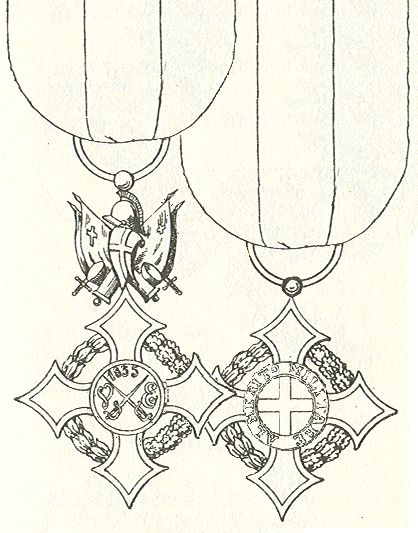
Знаки кавалера і офіцера Савойського військового ордена

Призначений для нагородження офіцерів.
Складається зі знака з трофеєм, носяться на грудях.

## Кавалер
Призначений для військовослужбовців будь-якого рангу.
Складається зі знака без трофея, носиться на грудях.

## Порядок нагородження і привілеї нагороджених
Нагородження орденом проводиться Декретом Президента Італії, на підставі подання Міністра оборони і згоди Ради ордена.
Можливе посмертне нагородження орденом. Також, орденом нагороджують знамена військових частин. В обох випадках присвоюється ступінь кавалера ордена.
Орденом можуть бути нагороджені військовослужбовці іноземних армій.
Нагороджені орденом отримують пенсії, розмір яких визначається законом. Іноземні громадяни пенсії не отримують.